# آکی میتسوهاشی
آکی میتسوهاشی (انگلیسی: Aki Mitsuhashi؛ زادهٔ ۱۲ سپتامبر ۱۹۸۹) بازیکن هاکی روی چمن زن اهل ژاپن است.